# Доля единицы
Доля единицы (аликвотная дробь) — это рациональное число в виде дроби, числитель которой равен единице, а знаменатель — положительное целое число. Доля единицы, таким образом, является обратным числом положительного целого числа, 1/n. Примеры — 1/1, 1/2, 1/3, 1/4 и т. д.

## Элементарная арифметика
Умножение любых двух долей единицы даёт долю единицы:
{\displaystyle {\frac {1}{x}}\times {\frac {1}{y}}={\frac {1}{xy}}.}
Однако сложение, вычитание или деление двух долей единицы дают в общем случае отличный от долей единицы результат:
{\displaystyle {\frac {1}{x}}+{\frac {1}{y}}={\frac {x+y}{xy}},}
{\displaystyle {\frac {1}{x}}-{\frac {1}{y}}={\frac {y-x}{xy}},}
{\displaystyle {\frac {1}{x}}\div {\frac {1}{y}}={\frac {y}{x}}.}

## Модульная арифметика
Доли единицы играют важную роль в сравнении по модулю, поскольку их можно использовать для сведения модульного деления к вычислению наибольшего общего делителя. В частности, предположим, что мы желаем вычислить результат деления на x по модулю y. Чтобы деление на x было определено по модулю y, x и y должны быть взаимно простыми. Тогда с помощью расширенного алгоритма Евклида для поиска наибольшего общего делителя мы можем найти такие a и b, что
{\displaystyle \displaystyle ax+by=1,}
откуда следует
{\displaystyle \displaystyle ax\equiv 1{\pmod {y}},}
что эквивалентно
{\displaystyle a\equiv {\frac {1}{x}}{\pmod {y}}.}
Таким образом, для деления на x (по модулю y) нужно просто умножить на a.

## Конечная сумма долей единицы
Любое положительное рациональное число можно представить в виде суммы долей единицы несколькими путями. Например,
{\displaystyle {\frac {4}{5}}={\frac {1}{2}}+{\frac {1}{4}}+{\frac {1}{20}}={\frac {1}{3}}+{\frac {1}{5}}+{\frac {1}{6}}+{\frac {1}{10}}.}
Древние египтяне использовали суммы различных долей единицы в записи рациональных чисел и такие суммы часто называют египетскими дробями. До сих пор существует интерес к анализу методов, использовавшися древними для выбора возможных представлений и вычисления таких представлений. Тема египетских дробей представляет интерес и для современной теории чисел. Например, гипотеза Эрдёша — Грэма и гипотеза Эрдёша — Штрауса касаются сумм долей единиц, как и определение гармонических чисел Орэ.
В геометрической теории групп группы треугольников классифицируются как евклидовы, сферические и гиперболические в зависимости от того, равна ли связанная с ними сумма долей единицы единице, меньше единицы или больше единицы.

## Последовательности долей единицы
Много хорошо известных бесконечных рядов имеют члены в виде дробей единицы. Среди них:
- Гармонический ряд — сумма всех положительных долей единицы. Эта сумма расходится, а её частичные суммы

{\displaystyle {\frac {1}{1}}+{\frac {1}{2}}+{\frac {1}{3}}+\cdots +{\frac {1}{n}}}
близко аппроксимируются ln n + γ при увеличении n.
- Базельская задача рассматривает сумму квадратов долей единицы, которая сходится к π2/6.
- Постоянная Апери — сумма кубов долей единицы.
- Геометрические прогрессии и обратный ряд Фибоначчи[англ.] являются дополнительными примерами рядов долей единицы.

## Матрицы из долей единицы
Матрица Гильберта имеет в качестве элементов числа
{\displaystyle B_{i,j}={\frac {1}{i+j-1}}.}
Она имеет необычное свойство — все элементы обратной ей матрицы являются целыми числами. Подобным образом Ричардсон определил матрицу с элементами
{\displaystyle C_{i,j}={\frac {1}{F_{i+j-1}}},}
где Fi обозначает i-е число Фибоначчи. Он назвал эту матрицу «матрицей Филберта» и она имеет то же самое свойство.

## Смежные дроби
Две дроби называются смежными, если их разность является долей единицы.

## Доли единицы в теории вероятности и статистике
В дискретном равномерном распределении все вероятности равны доле единицы. Согласно принципу безразличия вероятности такого типа часто возникают в статистических вычислениях. Кроме того, закон Ципфа утверждает, что для многих наблюдаемых событий, включая выбор объектов из упорядоченной последовательности, вероятность того, что n-й объект будет выбран, пропорциональна доли единицы 1/n.

## Доли единицы в физике
Уровни энергии фотонов, которые могут быть поглощены или испущены атомом водорода, согласно формуле Ридберга, пропорциональны разности двух долей единицы. Объяснение такому явлению даёт боровская модель, согласно которой уровни энергии электронных орбиталей в атоме водорода обратно пропорциональны квадрату долей единицы, а энергия фотона квантуется разностью уровней.
Артур Эддингтон утверждал, что постоянная тонкой структуры равна доле единицы, сначала 1/136, а затем 1/137. Это утверждение оказалось неверным, и современная оценка значения постоянной тонкой структуры равна (с точностью до 6 знаков) 1/137,036.